# Danh sách cầu thủ bóng đá nữ tham dự Thế vận hội Mùa hè 2000

## Brasil
| 0#0             | Tên cầu thủ        | Câu lạc bộ | Ngày sinh                   | Số trận tại giải |         |         | Thẻ vàng · Thẻ vàng-đỏ (thẻ đỏ gián tiếp) | Thẻ đỏ  |
| Thủ môn         | Thủ môn            | Thủ môn    | Thủ môn                     | Thủ môn          | Thủ môn | Thủ môn | Thủ môn                                   | Thủ môn |
| --------------- | ------------------ | ---------- | --------------------------- | ---------------- | ------- | ------- | ----------------------------------------- | ------- |
| 1               | Andréia Suntaque   |            | 14 tháng 9, 1977 (22 tuổi)  |                  |         |         |                                           |         |
| 12              | Maravilha          |            | 10 tháng 4, 1973 (27 tuổi)  |                  |         |         |                                           |         |
| Hậu vệ          |                    |            |                             |                  |         |         |                                           |         |
| 2               | Nenê               |            | 31 tháng 3, 1976 (24 tuổi)  |                  |         |         |                                           |         |
| 3               | Juliana            |            | 3 tháng 10, 1981 (18 tuổi)  |                  |         |         |                                           |         |
| 4               | Mônica             |            | 4 tháng 4, 1978 (22 tuổi)   |                  |         |         |                                           |         |
| 6               | Tânia Maranhão     |            | 3 tháng 10, 1974 (25 tuổi)  |                  |         |         |                                           |         |
| 15              | Simone             |            | 10 tháng 2, 1981 (19 tuổi)  |                  |         |         |                                           |         |
| 16              | Rosana             |            | 7 tháng 7, 1982 (18 tuổi)   |                  |         |         |                                           |         |
| Tiền vệ         |                    |            |                             |                  |         |         |                                           |         |
| 5               | Daniela Alves Lima |            | 12 tháng 1, 1984 (16 tuổi)  |                  |         |         |                                           |         |
| 7               | Formiga            |            | 3 tháng 3, 1978 (22 tuổi)   |                  |         |         |                                           |         |
| 8               | Cidinha            |            | 6 tháng 10, 1976 (23 tuổi)  |                  |         |         |                                           |         |
| 10              | Sissi              |            | 2 tháng 6, 1967 (33 tuổi)   |                  |         |         |                                           |         |
| 14              | Raquel             |            | 10 tháng 5, 1978 (22 tuổi)  |                  |         |         |                                           |         |
| 17              | Suzana             |            | 12 tháng 10, 1973 (26 tuổi) |                  |         |         |                                           |         |
| Tiền đạo        |                    |            |                             |                  |         |         |                                           |         |
| 9               | Kátia              |            | 18 tháng 2, 1977 (23 tuổi)  |                  |         |         |                                           |         |
| 11              | Roseli             |            | 7 tháng 9, 1969 (31 tuổi)   |                  |         |         |                                           |         |
| 18              | Pretinha           |            | 19 tháng 5, 1975 (25 tuổi)  |                  |         |         |                                           |         |
| 13              | Maycon             |            | 30 tháng 4, 1977 (23 tuổi)  |                  |         |         |                                           |         |
| Huấn luyện viên |                    |            |                             |                  |         |         |                                           |         |
|                 | Jose Duarte        |            |                             |                  |         |         |                                           |         |

## Đức
| 0#0             | Tên cầu thủ            | Câu lạc bộ             | Ngày sinh                   | Số trận tại giải |         |         | Thẻ vàng · Thẻ vàng-đỏ (thẻ đỏ gián tiếp) | Thẻ đỏ  |
| Thủ môn         | Thủ môn                | Thủ môn                | Thủ môn                     | Thủ môn          | Thủ môn | Thủ môn | Thủ môn                                   | Thủ môn |
| --------------- | ---------------------- | ---------------------- | --------------------------- | ---------------- | ------- | ------- | ----------------------------------------- | ------- |
| 1               | Silke Rottenberg       | FFC Brauweiler Pulheim | 25 tháng 1, 1972 (28 tuổi)  |                  |         |         |                                           |         |
| 18              | Nadine Angerer         | FC Bayern München      | 10 tháng 11, 1978 (21 tuổi) |                  |         |         |                                           |         |
| Hậu vệ          |                        |                        |                             |                  |         |         |                                           |         |
| 2               | Kerstin Stegemann      | FFC Flaesheim-Hillen   | 29 tháng 9, 1977 (22 tuổi)  |                  |         |         |                                           |         |
| 3               | Jeanette Götte         | FFC Flaesheim-Hillen   | 13 tháng 3, 1979 (21 tuổi)  |                  |         |         |                                           |         |
| 4               | Steffi Jones           | 1. FFC Frankfurt       | 22 tháng 12, 1972 (27 tuổi) |                  |         |         |                                           |         |
| 5               | Doris Fitschen (c)     | 1. FFC Frankfurt       | 25 tháng 10, 1968 (31 tuổi) |                  |         |         |                                           |         |
| 12              | Stefanie Gottschlich   | WSV Wolfsburg          | 5 tháng 8, 1978 (22 tuổi)   |                  |         |         |                                           |         |
| 13              | Sandra Minnert         | 1. FFC Frankfurt       | 7 tháng 4, 197 (1803 tuổi)  |                  |         |         |                                           |         |
| 14              | Tina Wunderlich        | 1. FFC Frankfurt       | 10 tháng 10, 1977 (22 tuổi) |                  |         |         |                                           |         |
| Tiền vệ         |                        |                        |                             |                  |         |         |                                           |         |
| 8               | Nicole Brandebusemeyer | FFC Brauweiler Pulheim | 9 tháng 10, 1974 (25 tuổi)  |                  |         |         |                                           |         |
| 10              | Bettina Wiegmann       | FFC Brauweiler Pulheim | 7 tháng 10, 1971 (28 tuổi)  |                  |         |         |                                           |         |
| 15              | Ariane Hingst          | 1. FFC Turbine Potsdam | 25 tháng 7, 1979 (21 tuổi)  |                  |         |         |                                           |         |
| 16              | Renate Lingor          | 1. FFC Turbine Potsdam | 11 tháng 10, 1975 (24 tuổi) |                  |         |         |                                           |         |
| 17              | Melanie Hoffmann       | FCR 2001 Duisburg      | 29 tháng 11, 1974 (25 tuổi) |                  |         |         |                                           |         |
| Tiền đạo        |                        |                        |                             |                  |         |         |                                           |         |
| 6               | Maren Meinert          | FFC Brauweiler Pulheim | 5 tháng 8, 1973 (27 tuổi)   |                  |         |         |                                           |         |
| 7               | Claudia Müller         | WSV Wolfsburg          | 21 tháng 5, 1974 (26 tuổi)  |                  |         |         |                                           |         |
| 9               | Birgit Prinz           | 1. FFC Frankfurt       | 25 tháng 10, 1977 (22 tuổi) |                  |         |         |                                           |         |
| 11              | Inka Grings            | FCR 2001 Duisburg      | 31 tháng 10, 1978 (21 tuổi) |                  |         |         |                                           |         |
| Huấn luyện viên |                        |                        |                             |                  |         |         |                                           |         |
|                 | Tina Theune            |                        | 4 tháng 11, 1953 (46 tuổi)  |                  |         |         |                                           |         |

## Hoa Kỳ
| 0#0             | Tên cầu thủ       | Câu lạc bộ         | Ngày sinh                     | Số trận tại giải |         |         | Thẻ vàng · Thẻ vàng-đỏ (thẻ đỏ gián tiếp) | Thẻ đỏ  |
| Thủ môn         | Thủ môn           | Thủ môn            | Thủ môn                       | Thủ môn          | Thủ môn | Thủ môn | Thủ môn                                   | Thủ môn |
| --------------- | ----------------- | ------------------ | ----------------------------- | ---------------- | ------- | ------- | ----------------------------------------- | ------- |
| 1               | Briana Scurry     |                    | 7 tháng 9, 1971 (29 tuổi)     | 0                | 0       | 0       | 0                                         | 0       |
| 18              | Siri Mullinix     | Raleigh Wings      | 22 tháng 5, 1978 (22 tuổi)    | 5                | 0       | 0       | 0                                         | 0       |
| 22              | Jenni Branam      | Charlotte Eagles   | 8 tháng 10, 1980 (19 tuổi)    | 0                | 0       | 0       | 0                                         | 0       |
| Hậu vệ          |                   |                    |                               |                  |         |         |                                           |         |
| 3               | Christie Rampone  |                    | 24 tháng 6, 1975 (25 tuổi)    | 5                | 0       | 3       | 0                                         | 0       |
| 4               | Carla Overbeck    |                    | 9 tháng 5, 1968 (32 tuổi)     | 0                | 0       | 0       | 0                                         | 0       |
| 6               | Brandi Chastain   |                    | 21 tháng 7, 1968 (32 tuổi)    | 5                | 1       | 0       | 0                                         | 0       |
| 7               | Sara Whalen       |                    | 28 tháng 4, 1976 (24 tuổi)    | 0                | 0       | 0       | 0                                         | 0       |
| 10              | Michelle French   | Ajax America Women | 27 tháng 1, 1977 (23 tuổi)    | 0                | 0       | 0       | 0                                         | 0       |
| 14              | Joy Fawcett       |                    | 8 tháng 2, 1968 (32 tuổi)     | 5                | 0       | 0       | 0                                         | 0       |
| 15              | Kate Sobrero      |                    | 23 tháng 8, 1976 (24 tuổi)    | 5                | 0       | 0       | 0                                         | 0       |
| 17              | Danielle Slaton   |                    | 10 tháng 6, 1980 (20 tuổi)    | 0                | 0       | 0       | 0                                         | 0       |
| 20              | Susan Bush        |                    | 10 tháng 11, 1980 (19 tuổi)   | 0                | 0       | 0       | 0                                         | 0       |
| Tiền vệ         |                   |                    |                               |                  |         |         |                                           |         |
| 2               | Lorrie Fair       |                    | 5 tháng 8, 1978 (22 tuổi)     | 5                | 0       | 1       | 0                                         | 0       |
| 5               | Nikki Serlenga    |                    | 20 tháng 6, 1978 (22 tuổi)    | (2)              | 0       | 1       | 0                                         | 0       |
| 8               | Shannon MacMillan |                    | 7 tháng 10, 1974 (25 tuổi)    | 5                | 1       | 0       | 0                                         | 0       |
| 11              | Julie Foudy (c)   |                    | 23 tháng 1, 1971 (29 tuổi)    | 5                | 1       | 0       | 0                                         | 0       |
| 13              | Kristine Lilly    |                    | 22 tháng 7, 1971 (29 tuổi)    | 5                | 1       | 1       | 0                                         | 0       |
| 19              | Aly Wagner        |                    | 10 tháng 8, 1980 (20 tuổi)    | 0                | 0       | 0       | 0                                         | 0       |
| Tiền đạo        |                   |                    |                               |                  |         |         |                                           |         |
| 9               | Mia Hamm          |                    | 17 tháng 3, 1972 (28 tuổi)    | 5                | 2       | 1       | 0                                         | 0       |
| 12              | Cindy Parlow      |                    | 8 tháng 5, 1978 (22 tuổi)     | (5)              | 0       | 1       | 0                                         | 0       |
| 16              | Tiffany Milbrett  |                    | 23 tháng 10, 1972 (27 tuổi)   | 5                | 3       | 1       | 0                                         | 0       |
| Huấn luyện viên |                   |                    |                               |                  |         |         |                                           |         |
|                 | April Heinrichs   |                    | 27 tháng 2 năm 1964 (36 tuổi) |                  |         |         |                                           |         |

## Na Uy
| 0#0             | Tên cầu thủ          | Câu lạc bộ        | Ngày sinh                   | Số trận tại giải |         |         | Thẻ vàng · Thẻ vàng-đỏ (thẻ đỏ gián tiếp) | Thẻ đỏ  |
| Thủ môn         | Thủ môn              | Thủ môn           | Thủ môn                     | Thủ môn          | Thủ môn | Thủ môn | Thủ môn                                   | Thủ môn |
| --------------- | -------------------- | ----------------- | --------------------------- | ---------------- | ------- | ------- | ----------------------------------------- | ------- |
| 1               | Bente Nordby         | Athene Moss       | 23 tháng 7, 1974 (26 tuổi)  |                  |         |         |                                           |         |
| 18              | Ingeborg Hovland     | Klepp IL          | 3 tháng 10, 1969 (30 tuổi)  |                  |         |         |                                           |         |
| Hậu vệ          |                      |                   |                             |                  |         |         |                                           |         |
| 2               | Brit Sandaune        | SK Trondheims-Ørn | 5 tháng 6, 1972 (28 tuổi)   |                  |         |         |                                           |         |
| 3               | Gøril Kringen (c)    | SK Trondheims-Ørn | 28 tháng 1, 1972 (28 tuổi)  |                  |         |         |                                           |         |
| 4               | Anne Tønnessen       | Kolbotn IL        | 18 tháng 3, 1974 (26 tuổi)  |                  |         |         |                                           |         |
| 5               | Gro Espeseth         | SK Trondheims-Ørn | 30 tháng 10, 1972 (27 tuổi) |                  |         |         |                                           |         |
| 12              | Silje Jørgensen      | Klepp IL          | 5 tháng 5, 1977 (23 tuổi)   |                  |         |         |                                           |         |
| 13              | Kristin Bekkevold    | Asker Fotball     | 19 tháng 4, 1977 (23 tuổi)  |                  |         |         |                                           |         |
| 19              | Bente Kvitland       | SK Trondheims-Ørn | 23 tháng 6, 1974 (26 tuổi)  |                  |         |         |                                           |         |
| Tiền vệ         |                      |                   |                             |                  |         |         |                                           |         |
| 6               | Hege Riise           | Asker Fotball     | 18 tháng 7, 1969 (31 tuổi)  |                  |         |         |                                           |         |
| 7               | Solveig Gulbrandsen  | Kolbotn IL        | 12 tháng 1, 1981 (19 tuổi)  |                  |         |         |                                           |         |
| 8               | Monica Knudsen       | Asker Fotball     | 25 tháng 3, 1975 (25 tuổi)  |                  |         |         |                                           |         |
| 9               | Anita Rapp           | Asker Fotball     | 24 tháng 7, 1977 (23 tuổi)  |                  |         |         |                                           |         |
| 10              | Unni Lehn            | SK Trondheims-Ørn | 7 tháng 6, 1977 (23 tuổi)   |                  |         |         |                                           |         |
| 14              | Dagny Mellgren       | Bjørnar IL        | 19 tháng 6, 1978 (22 tuổi)  |                  |         |         |                                           |         |
| 15              | Margunn Haugenes     | Bjørnar IL        | 25 tháng 1, 1970 (30 tuổi)  |                  |         |         |                                           |         |
| 17              | Christine Bøe Jensen | IK Grand Bodø     | 3 tháng 6, 1975 (25 tuổi)   |                  |         |         |                                           |         |
| Tiền đạo        |                      |                   |                             |                  |         |         |                                           |         |
| 11              | Marianne Pettersen   | Athene Moss       | 12 tháng 4, 1975 (25 tuổi)  |                  |         |         |                                           |         |
| 16              | Ragnhild Gulbrandsen | SK Trondheims-Ørn | 22 tháng 2, 1977 (23 tuổi)  |                  |         |         |                                           |         |
| Huấn luyện viên |                      |                   |                             |                  |         |         |                                           |         |
|                 | Per-Mathias Hagmo    |                   | 1 tháng 12, 1959 (40 tuổi)  |                  |         |         |                                           |         |

## Nigeria
| 0#0             | Tên cầu thủ           | Câu lạc bộ | Ngày sinh                  | Số trận tại giải |         |         | Thẻ vàng · Thẻ vàng-đỏ (thẻ đỏ gián tiếp) | Thẻ đỏ  |
| Thủ môn         | Thủ môn               | Thủ môn    | Thủ môn                    | Thủ môn          | Thủ môn | Thủ môn | Thủ môn                                   | Thủ môn |
| --------------- | --------------------- | ---------- | -------------------------- | ---------------- | ------- | ------- | ----------------------------------------- | ------- |
| 1               | Ann Chiejine          |            | 2 tháng 2, 1974 (26 tuổi)  |                  |         |         |                                           |         |
| 18              | Judith Chime          |            | 20 tháng 5, 1978 (22 tuổi) |                  |         |         |                                           |         |
| Hậu vệ          |                       |            |                            |                  |         |         |                                           |         |
| 2               | Yinka Kudaisi         |            | 25 tháng 8, 1975 (25 tuổi) |                  |         |         |                                           |         |
| 4               | Perpetua Nkwocha      |            | 3 tháng 1, 1976 (24 tuổi)  |                  |         |         |                                           |         |
| 5               | Eberechi Opara        |            | 6 tháng 3, 1976 (24 tuổi)  |                  |         |         |                                           |         |
| 6               | Kikelomo Ajayi        |            | 28 tháng 4, 1977 (23 tuổi) |                  |         |         |                                           |         |
| 16              | Florence Iweta        |            | 29 tháng 3, 1983 (17 tuổi) |                  |         |         |                                           |         |
| Tiền vệ         |                       |            |                            |                  |         |         |                                           |         |
| 3               | Martha Tarhemba       |            | 1 tháng 4, 1978 (22 tuổi)  |                  |         |         |                                           |         |
| 9               | Gloria Usieta         |            | 19 tháng 6, 1977 (23 tuổi) |                  |         |         |                                           |         |
| 10              | Mercy Akide           |            | 26 tháng 8, 1975 (25 tuổi) |                  |         |         |                                           |         |
| 13              | Nkiru Okosieme        |            | 1 tháng 3, 1972 (28 tuổi)  |                  |         |         |                                           |         |
| 14              | Florence Omagbemi (c) |            | 2 tháng 2, 1975 (25 tuổi)  |                  |         |         |                                           |         |
| 15              | Maureen Mmadu         |            | 7 tháng 5, 1975 (25 tuổi)  |                  |         |         |                                           |         |
| Tiền đạo        |                       |            |                            |                  |         |         |                                           |         |
| 7               | Stella Mbachu         |            | 16 tháng 4, 1978 (22 tuổi) |                  |         |         |                                           |         |
| 8               | Rita Nwadike          |            | 3 tháng 11, 1974 (25 tuổi) |                  |         |         |                                           |         |
| 11              | Ifeanyi Chiejine      |            | 17 tháng 5, 1983 (17 tuổi) |                  |         |         |                                           |         |
| 12              | Patience Avre         |            | 10 tháng 6, 1976 (24 tuổi) |                  |         |         |                                           |         |
| 17              | Nkechi Egbe           |            | 5 tháng 2, 1978 (22 tuổi)  |                  |         |         |                                           |         |
| Huấn luyện viên |                       |            |                            |                  |         |         |                                           |         |
|                 | Mabo Ismaila          |            |                            |                  |         |         |                                           |         |

## Thụy Điển
| 0#0             | Tên cầu thủ            | Câu lạc bộ | Ngày sinh                   | Số trận tại giải |         |         | Thẻ vàng · Thẻ vàng-đỏ (thẻ đỏ gián tiếp) | Thẻ đỏ  |
| Thủ môn         | Thủ môn                | Thủ môn    | Thủ môn                     | Thủ môn          | Thủ môn | Thủ môn | Thủ môn                                   | Thủ môn |
| --------------- | ---------------------- | ---------- | --------------------------- | ---------------- | ------- | ------- | ----------------------------------------- | ------- |
| 1               | Caroline Jönsson       |            | 22 tháng 11, 1977 (22 tuổi) |                  |         |         |                                           |         |
| 18              | Ulrika Karlsson        |            | 14 tháng 10, 1970 (29 tuổi) |                  |         |         |                                           |         |
| Hậu vệ          |                        |            |                             |                  |         |         |                                           |         |
| 2               | Karolina Westberg      |            | 16 tháng 5, 1978 (22 tuổi)  |                  |         |         |                                           |         |
| 3               | Jane Törnqvist         |            | 9 tháng 5, 1975 (25 tuổi)   |                  |         |         |                                           |         |
| 4               | Sara Larsson           |            | 13 tháng 5, 1979 (21 tuổi)  |                  |         |         |                                           |         |
| 5               | Kristin Bengtsson      |            | 12 tháng 1, 1970 (30 tuổi)  |                  |         |         |                                           |         |
| 7               | Cecilia Sandell        |            | 10 tháng 6, 1968 (32 tuổi)  |                  |         |         |                                           |         |
| 12              | Hanna Marklund         |            | 26 tháng 11, 1977 (22 tuổi) |                  |         |         |                                           |         |
| 13              | Sara Call              |            | 16 tháng 7, 1977 (23 tuổi)  |                  |         |         |                                           |         |
| Tiền vệ         |                        |            |                             |                  |         |         |                                           |         |
| 6               | Malin Moström          |            | 1 tháng 8, 1975 (25 tuổi)   |                  |         |         |                                           |         |
| 10              | Hanna Ljungberg        |            | 8 tháng 1, 1979 (21 tuổi)   |                  |         |         |                                           |         |
| 15              | Linda Fagerström       |            | 17 tháng 3, 1977 (23 tuổi)  |                  |         |         |                                           |         |
| 16              | Malin Swedberg         |            | 15 tháng 9, 1968 (31 tuổi)  |                  |         |         |                                           |         |
| 17              | Therese Sjögran        |            | 8 tháng 4, 1977 (23 tuổi)   |                  |         |         |                                           |         |
| Tiền đạo        |                        |            |                             |                  |         |         |                                           |         |
| 8               | Tina Nordlund          |            | 19 tháng 3, 1977 (23 tuổi)  |                  |         |         |                                           |         |
| 9               | Malin Andersson (c)    |            | 4 tháng 5, 1973 (27 tuổi)   |                  |         |         |                                           |         |
| 11              | Victoria Svensson      |            | 18 tháng 5, 1977 (23 tuổi)  |                  |         |         |                                           |         |
| 14              | Sara Johansson         |            | 23 tháng 1, 1980 (20 tuổi)  |                  |         |         |                                           |         |
| Huấn luyện viên |                        |            |                             |                  |         |         |                                           |         |
|                 | Marika Domanski-Lyfors |            | 17 tháng 5, 1960 (40 tuổi)  |                  |         |         |                                           |         |

## Trung Quốc
| 0#0             | Tên cầu thủ    | Câu lạc bộ | Ngày sinh                   | Số trận tại giải |         |         | Thẻ vàng · Thẻ vàng-đỏ (thẻ đỏ gián tiếp) | Thẻ đỏ  |
| Thủ môn         | Thủ môn        | Thủ môn    | Thủ môn                     | Thủ môn          | Thủ môn | Thủ môn | Thủ môn                                   | Thủ môn |
| --------------- | -------------- | ---------- | --------------------------- | ---------------- | ------- | ------- | ----------------------------------------- | ------- |
| 1               | Hàn Văn Hà     |            | 23 tháng 8, 1976 (24 tuổi)  |                  |         |         |                                           |         |
| 18              | Cao Hồng       |            | 2 tháng 2, 1972 (28 tuổi)   |                  |         |         |                                           |         |
| 22              | Bạch Lệ Phương |            | 5 tháng 1, 1978 (22 tuổi)   |                  |         |         |                                           |         |
| Hậu vệ          |                |            |                             |                  |         |         |                                           |         |
| 2               | Vương Lệ Bình  |            | 12 tháng 11, 1973 (26 tuổi) |                  |         |         |                                           |         |
| 3               | Phạm Vận Kiệt  |            | 29 tháng 4, 1972 (28 tuổi)  |                  |         |         |                                           |         |
| 4               | Bạch Cát       |            | 28 tháng 3, 1972 (28 tuổi)  |                  |         |         |                                           |         |
| 5               | Tạ Huệ Lâm     |            | 17 tháng 1, 1975 (25 tuổi)  |                  |         |         |                                           |         |
| 12              | Ôn Lợi Dung    |            | 2 tháng 10, 1969 (30 tuổi)  |                  |         |         |                                           |         |
| 19              | Phàn Xuân Linh |            | 2 tháng 2, 1972 (28 tuổi)   |                  |         |         |                                           |         |
| Tiền vệ         |                |            |                             |                  |         |         |                                           |         |
| 6               | Triệu Lợi Hồng |            | 25 tháng 12, 1972 (27 tuổi) |                  |         |         |                                           |         |
| 7               | Thủy Khánh Hà  |            | 18 tháng 12, 1966 (33 tuổi) |                  |         |         |                                           |         |
| 10              | Lưu Ái Linh    |            | 2 tháng 5, 1967 (33 tuổi)   |                  |         |         |                                           |         |
| 11              | Phổ Vĩ         |            | 20 tháng 8, 1980 (20 tuổi)  |                  |         |         |                                           |         |
| 13              | Lưu Anh        |            | 11 tháng 6, 1974 (26 tuổi)  |                  |         |         |                                           |         |
| 14              | Phan Lệ Na     |            | 18 tháng 7, 1977 (23 tuổi)  |                  |         |         |                                           |         |
| 15              | Khâu Hải Yến   |            | 17 tháng 6, 1974 (26 tuổi)  |                  |         |         |                                           |         |
| 16              | Chu Tĩnh       |            | 2 tháng 3, 1978 (22 tuổi)   |                  |         |         |                                           |         |
| Tiền đạo        |                |            |                             |                  |         |         |                                           |         |
| 8               | Kim Yên        |            | 27 tháng 7, 1972 (28 tuổi)  |                  |         |         |                                           |         |
| 9               | Tôn Văn        |            | 6 tháng 4, 1973 (27 tuổi)   |                  |         |         |                                           |         |
| 17              | Trương Âu Ảnh  |            | 2 tháng 11, 1975 (24 tuổi)  |                  |         |         |                                           |         |
| Huấn luyện viên |                |            |                             |                  |         |         |                                           |         |
|                 | Mã Nguyên An   |            |                             |                  |         |         |                                           |         |

## Úc
| 0#0             | Tên cầu thủ            | Câu lạc bộ | Ngày sinh                   | Số trận tại giải |         |         | Thẻ vàng · Thẻ vàng-đỏ (thẻ đỏ gián tiếp) | Thẻ đỏ  |
| Thủ môn         | Thủ môn                | Thủ môn    | Thủ môn                     | Thủ môn          | Thủ môn | Thủ môn | Thủ môn                                   | Thủ môn |
| --------------- | ---------------------- | ---------- | --------------------------- | ---------------- | ------- | ------- | ----------------------------------------- | ------- |
| 1               | Tracey Wheeler         |            | 26 tháng 9, 1967 (32 tuổi)  |                  |         |         |                                           |         |
| 18              | Leanne Trimboli        |            | 10 tháng 11, 1975 (24 tuổi) |                  |         |         |                                           |         |
| Hậu vệ          |                        |            |                             |                  |         |         |                                           |         |
| 3               | Bridgette Starr        |            | 10 tháng 12, 1975 (24 tuổi) |                  |         |         |                                           |         |
| 5               | Dianne Alagich         |            | 12 tháng 5, 1979 (21 tuổi)  |                  |         |         |                                           |         |
| 6               | Anissa Tann            |            | 10 tháng 10, 1967 (32 tuổi) |                  |         |         |                                           |         |
| 8               | Cheryl Salisbury       |            | 8 tháng 3, 1974 (26 tuổi)   |                  |         |         |                                           |         |
| 14              | Sacha Wainwright       |            | 6 tháng 2, 1972 (28 tuổi)   |                  |         |         |                                           |         |
| Tiền vệ         |                        |            |                             |                  |         |         |                                           |         |
| 2               | Kate McShea            |            | 13 tháng 4, 1983 (17 tuổi)  |                  |         |         |                                           |         |
| 4               | Heather Garriock       |            | 21 tháng 12, 1982 (17 tuổi) |                  |         |         |                                           |         |
| 7               | Alison Forman (c)      |            | 17 tháng 3, 1969 (31 tuổi)  |                  |         |         |                                           |         |
| 11              | Sharon Black           |            | 4 tháng 4, 1871 (129 tuổi)  |                  |         |         |                                           |         |
| 12              | Bryony Duus            |            | 7 tháng 10, 1977 (22 tuổi)  |                  |         |         |                                           |         |
| 15              | Peita-Claire Hepperlin |            | 24 tháng 12, 1981 (18 tuổi) |                  |         |         |                                           |         |
| 16              | Amy Wilson             |            | 9 tháng 6, 1980 (20 tuổi)   |                  |         |         |                                           |         |
| Tiền đạo        |                        |            |                             |                  |         |         |                                           |         |
| 9               | Julie Murray           |            | 28 tháng 4, 1970 (30 tuổi)  |                  |         |         |                                           |         |
| 10              | Sunni Hughes           |            | 9 tháng 6, 1968 (32 tuổi)   |                  |         |         |                                           |         |
| 13              | Alicia Ferguson        |            | 31 tháng 10, 1981 (18 tuổi) |                  |         |         |                                           |         |
| 17              | Kelly Golebiowski      |            | 26 tháng 7, 1981 (19 tuổi)  |                  |         |         |                                           |         |
| Huấn luyện viên |                        |            |                             |                  |         |         |                                           |         |
|                 | Chris Tanzey           |            |                             |                  |         |         |                                           |         |